# Kelenföld vasútállomás
Kelenföld vasútállomás – początkowa stacja linii M4 metra w Budapeszcie. Znajduje się w zachodniej Budzie.